# Mengen
Mengen är en stad i Landkreis Sigmaringen i delstaten Baden-Württemberg i Tyskland. Folkmängden uppgår till cirka 10 000 invånare, på en yta av 50 kvadratkilometer. Kommunen består av ortsdelarna (tyska Ortsteile) Mengen, Beuren, Blochingen, Ennetach, Rosna och Rulfingen.
Staden ingår i kommunalförbundet Mengen tillsammans med staden Scheer och kommunen Hohentengen.